# Петровский (Казань)
Петровский (тат. Петровски, Petrofski) — городской посёлок в Приволжском районе Казани.

## География
Посёлок расположен на крайнем юге города и Приволжского района; с севера, запада и юга посёлок окружён лесами, восточнее находятся Матюшинский тракт и посёлок Кояшлы (бывший Новый Петровский).
Вместе с соседними другими городскими посёлками входит в градостроительно-жилищную административно-учётную единицу — жилой комплекс с управой «Мирный».

## История
Посёлок возник в 1920-е годы. До введения районного деления в ТАССР входил в состав Воскресенской волости Арского кантона. Затем входил в состав Казанского (1927-1938), Столбищенского (1938-1959), Лаишевского (1959-1963, 1965-1998) и Пестречинского (1963-1965) районов.
На низшем административном уровне Петровский входил в Девлкеевский (192?–195?), Столбищенский (195?–196?) и Песчано-Ковалинский (196?–1998) сельсоветы.
В 1998 году включён в состав Приволжского района Казани.

## Население
| 1927 | 1958 | 1970 | 1979 | 1989 |
| ---- | ---- | ---- | ---- | ---- |
| 25   | ↗150 | ↗635 | ↗927 | ↘892 |

## Улицы
- 40 лет Победы (тат. Җиңүнең 40 еллыгы урамы, Ciñüneñ 40 yıllığı uramı). Начинаясь от Дубровой улицы, заканчивается пересечением с Центральной улицей и безымянном проездом.
- Берёзовая (тат. Каен урамы, Qayın uramı). Начинаясь от Сквозной улицы, заканчивается пересечением с Конечной улицей.
- Дубровая (тат. Имәнлек урамы, İmänlek uramı). Является самой северной улицей посёлка; пересекается улицами Сосновая и 40 лет Победы.
- Конечная (тат. Соңгы урам, Soñğı uram). Начинаясь от Центральной улицы, пересекает Садовую улицу, заканчивается пересечением с Берёзовой улицей.
- Лесная (тат. Урман урамы, Urman uramı). Почти на всём своём протяжении является восточной границей посёлка.
- Садовая (тат. Бакча урамы, Baqça uramı). Начинаясь от Сквозной улицы, пересекает улицы Свободы и Конечную, заканчивается после пересечения с Конечной улицей.
- Свободы (тат. Ирек урамы, İrek uramı). Начинаясь от Центральной улицы, заканчивается пересечением с Садовой улицей.
- Сквозная (тат. Үтәли урам, Ütäli uram). Начинаясь от т.н. «Чёрного бора», пересекает Тупиковую и Садовую улицы и заканчивается пересечением с Центральной улицей.
- Советская (тат. Сәвит урамы, Säwit uramı). Идёт параллельно улицам Центральной и Лесной, пересекает два безымянных проезда, соединяющих Петровский с Матюшинским трактом.
- Сосновая (тат. Нарат урамы, Narat uramı). Начинаясь от Дубровой улицы, заканчивается пересечением с Садовой улицей и безымянном проездом.
- Тупиковая (тат. Тупыйк урамы, Tupıyq uramı). Начинаясь от Сквозной улицы, заканчивается в квартале, ограниченном улицами Сквозная, Берёзовая, Конечная и Садовая.
- Центральная (тат. Үзәк урам, Üzäk uram). Начинаясь от пересечения с улицей 40 лет Победы и безымянного проезда, пересекает улицы Школьная, Сквозная, Свободы, Конечная и заканчивается у дома №64.
- Школьная (тат. Мәктәп урамы, Mäktäp uramı). Начинаясь от Центральной улицы, заканчивается пересечением безымянном проездом.

## Социальная инфраструктура
- Филиал школы №129.[18]
- Детский сад «Кояшкай».[19]
- Почтовое отделение 420070.[20]
- Мечеть.

Посёлок застроен малоэтажными и индивидуальными домами.
В посёлке (улица Свободы, 1) находится коттедж мэра города Казани Ильсура Метшина.

## Транспорт
Городской общественный транспорт начал ходить не позднее 2001 года, когда в посёлок стал ходить автобус № 114 («ЦУМ» — «площадь Тукая» — «Петровский»). К концу 2002 года к нему добавилась «маршрутка» № 200, следовавшая тем же маршрутом, а позже продлённая до Вороновки. К 2005 году через посёлок проходили ещё две маршрутки № 195 и № 197, шедшие соответственно из садов «Орёл» и Чистого Озера до ЦУМа.
После ввода в Казани новой схемы движения автобусных маршрутов все маршрутные такси были упразднены, а автобус № 114 был заменён автобусом № 56 («5-я горбольница» — «Петровский»).